# Saint-Hilaire-en-Morvan
Saint-Hilaire-en-Morvan là một xã của tỉnh Nièvre, thuộc vùng Bourgogne-Franche-Comté, miền trung nước Pháp.